# Malverde: El Santo Patrón
Malverde: El Santo Patrón é uma série dramática de TV americana gravada no México produzida pela Telemundo Global Studios e EFD Internacional para a Telemundo em 2021. A série é baseada na vida do bandido mexicano Jesús Malverde, sendo criada por Luis Zelkowicz. A novela estreou na Telemundo em 28 de setembro de 2021 a 26 de janeiro de 2022, substituindo Café con aroma de mujer e sendo substituída por Pasión de gavilanes 2.
Tem como personagem-título Pedro Fernández, ao lado de Carolina Miranda.

## Siponse
A série representa a vida do bandido que se tornou uma lenda no final do século 19 e no início da Revolução Mexicana, Jesús Malverde (Pedro Fernández), que é o padroeiro que protege os criminosos, especialmente aqueles a quem eles são dedicados o narcotráfico, além de ser defensor dos inocentes e junto com seu bando de ladrões, rouba os ricos para dar o fruto de seus roubos aos que menos têm.

## Elenco
- Pedro Fernández - Jesús Malverde
- Carolina Miranda - Isabel Aguilar
- Mark Tacher - Vicente del Río
- Alejandro Nones - Nazario Aguilar
- Luis Felipe Tovar - Herminio Quiñones
- Isabella Castillo - La China Navajas
- Ivonne Montero - Ángeles Serrano
- Sofía Castro - Lucrecia Luna
- Miguel de Miguel - Lisandro Luna
- Ramón Medina - Eleuterio Rivas
- Candela Márquez - Azalea Quiñones
- Alan Slim - Matías Galavis
- Mariaca Semprúm - La Güera Navarrete
- Claudio Roca - Secundino Aguilar
- Adrián Makala - John Reed
- María del Carmen Félix - Colonel Amalio Samán
- Humberto Elizondo - Father Hilario
- Salvador Sánchez - Ramón Aguilar
- Lukas Urkijo - Ignacio "Nacho" del Río
- Kenneth Lagunes - Chuyin
- Mabel Cadena - Kari
- Héctor Kotsifakis - Lieutenant Gamboa
- Louis David Horne - Zamudio
- Emilio Guerrero - Governor Ramiro del Villar
- Isi Rojano - Tamal
- Antonio Monroi - Surem
- Arturo Beristain
- Juan Carlos Medellin
- Alejandro Navarrete - Pancho Villa
- Rafael Amaya - Teodoro "Teo" Valenzuela

1. ↑  González, Moisés (23 de agosto de 2021). «Malverde, el santo patrón ya tiene fecha de estreno: conoce quién es quién en la superserie de época de Telemundo». peopleenespanol.com. Consultado em 24 de agosto de 2021